# Croxley (London Underground)

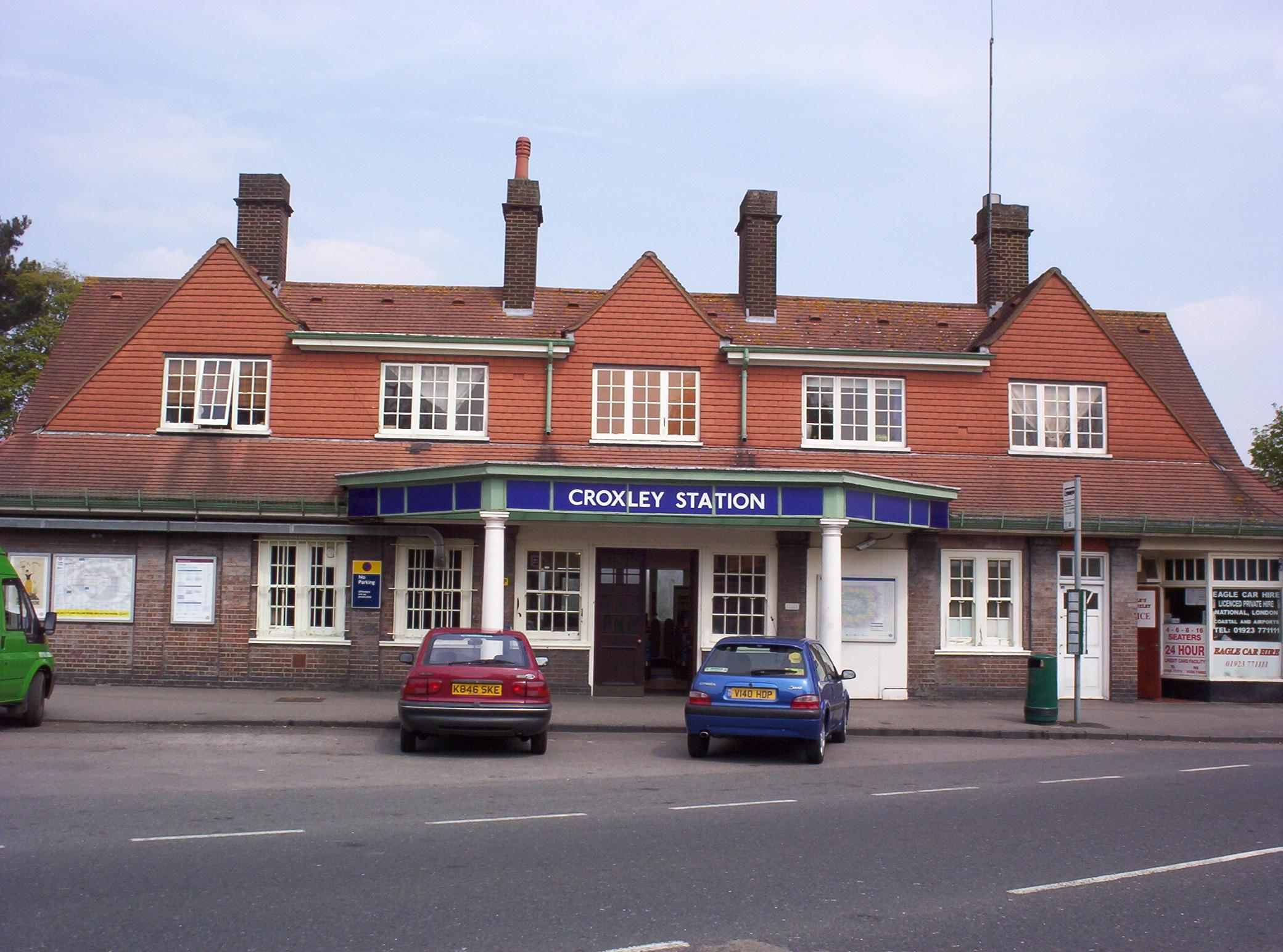
Stationsgebäude

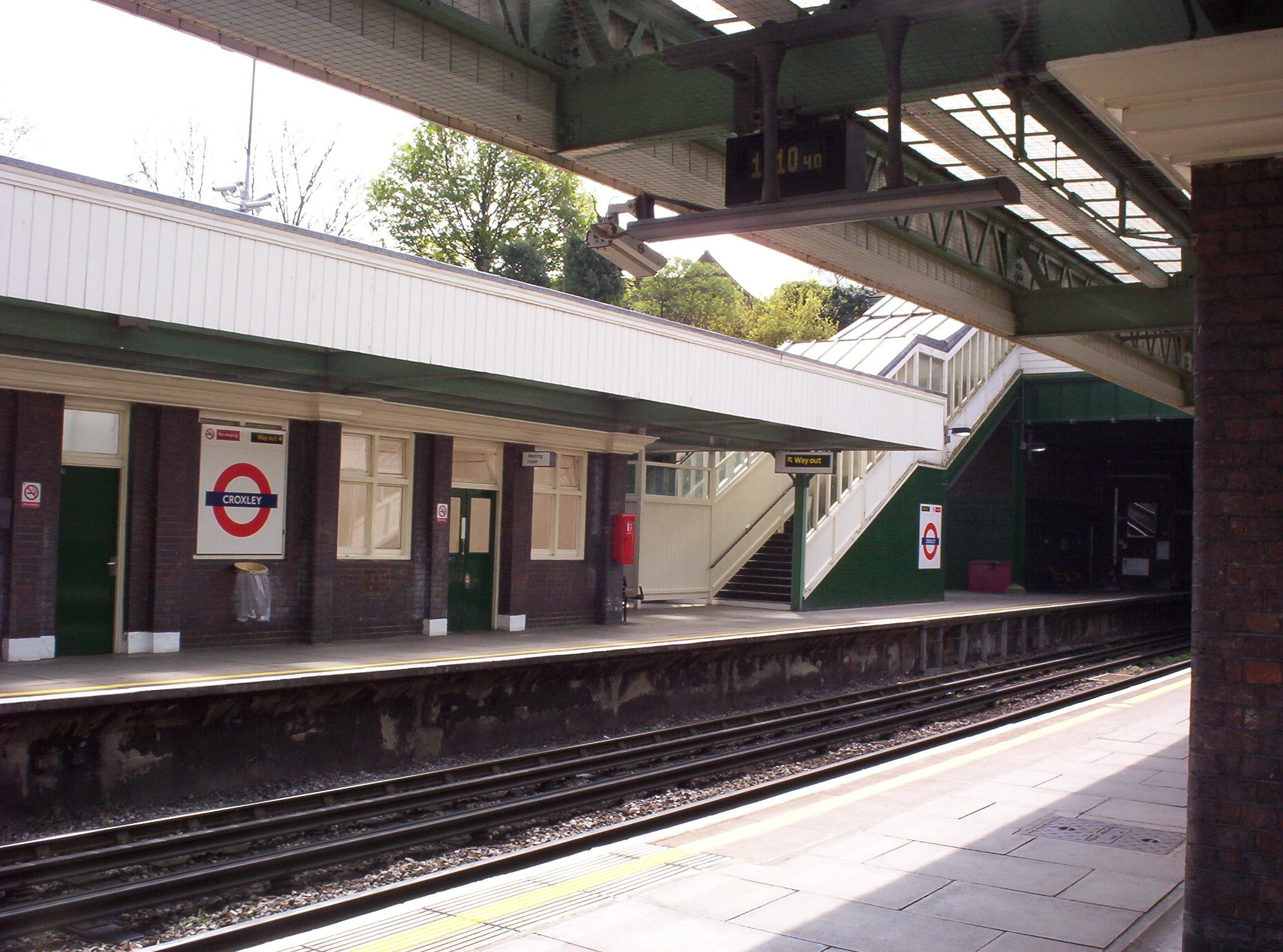
Bahnsteige

Croxley ist eine oberirdische Station der London Underground. Sie wird von der Metropolitan Line bedient, liegt in der Travelcard-Tarifzone 7 und ist eine von 14 Stationen außerhalb von Greater London. Sie befindet sich an der Kreuzung von Watford Road und Winston Drive in der Ortschaft Croxley Green, im Distrikt Three Rivers der Grafschaft Hertfordshire. Im Jahr 2013 nutzten 0,92 Millionen Fahrgäste die Station.
Die Eröffnung der Station erfolgte am 2. November 1925 unter der Bezeichnung Croxley Green durch die Metropolitan Railway (MR; Vorgängergesellschaft der Metropolitan Line). Die Strecke zwischen Moor Park und Watford war die erste der MR, die von Anfang an elektrifiziert war. Am gleichen Tag wurde auch eine kurze Verbindungsstrecke in Richtung Rickmansworth eröffnet. Am 23. März 1949 erhielt die Station ihren heutigen Namen und am 3. Januar 1960 endete der fahrplanmäßige Betrieb auf der Verbindungsstrecke nach Rickmansworth. Diese wird jedoch seit dem 11. Mai 1987 jeweils am frühen Morgen wieder von einigen Zügen befahren.
Pläne, den Streckenabschnitt zwischen Croxley und der Endstation Watford zu schließen und stattdessen eine Verbindung zum Bahnhof Watford Junction zu schaffen, endeten 2018 mit dem Scheitern des Projekts Croxley Rail Link.